# Тарасюк Антон Олександрович
Тарасюк Антон Олександрович (1 листопада 1986, Алчевськ)  - український художник, народився в Алчевську у 1986 році. Живе і працює в Києві. З дитинства проводив багато часу за мольбертом поряд із місцевими майстрами живопису.

## Біографічні відомості
1997 - 2001 роки навчався у художній школі в Алчевську, Луганська область, Україна. Почав доросле життя з релігіозного служіння, довгий час жив у монастирі, практикував аскетизм, прагнучи вдосконалити свій внутрішній стан та через це пізнати Бога.
Потім вирішив змінити життя, та повернувся до живопису.  Спочатку ігнорував живописну техніку, створюючи роботи в суто наївному стилі.
Прикутий до інвалідного візка, продовжив своє навчання в Національній академії образотворчого мистецтва і архітектури, Антон два роки навчався там живопису, обравши новий шлях у творчому та особистому житті.
З 2015 року багато виставляється у Національній спілці художників України, галереях України, Європи. Працює з внутрішніми станами, торкається тем волі, людської свободи, чистоти, боротьби, інвалідність фізична і духовна.
Працює у стилі симплізм та переосмислює складні, глибокі сенси в прості форми.  Митець зображує нескладні фігури, лінії та плями, навмисно спрощуючи образи, та піднімає у своїх роботах теми смислу життя, духовного зросту та пізнання самого себе.

## Персональні виставки
- 2017 - «Нове» спільно з К. Дацюк, музей ім. Білого, Чорноморьск. 2018 - «Звільненя» музей ім. Білого, Чорноморьск.[3]
- 2019 - «Діалоги» спільно з К. Дацюк, Triptych Gallery, Київ.[4]
- 2021 - «Не боїмося ми …» Барви, Київ.[5]
- 2021 - «Діалог поколінь» спільно з О. Аполоновим, Peremoga Space, Київ.[6]
- 2022 - «Розстання » спільно з К. Дацюк, МСУМК, Луцьк.[7]
- 2022 - «UKRИTTЯ» спільно з Ф. Гаценко, Imagine Point, Київ.[4]
- 2023 - «ВеликДень» Барви, Київ.[4]
- 2024 - «Просто Ми» спільно з Б. Чілікіна, Imagine Point, Київ[8]

## Групові виставки
- 2018 - Всеукраїнська виставка до Дня художника пресвячана до 80-річчю НСХК, Київ, Україна.[9]
- 2020 - Saturday Art Fair, галерея «39.9 Gallery», Киіїв, Україна.
- 2020 - «Імунітет» МСУМК, Луцьк, Україна.
- 2020 - «Ізоляція», галерея «White World Gallery», Київ, Україна.
- 2021 - «Імена Твої Україно», МСУМК, Луцьк.
- 2021 - «A priori», Гамбург, Германія.
- 2021 - Всеукраїнський бієнале левкасу, галерея «White World Gallery», Київ, Україна.
- 2021 - Affordable Art Fair New York Metropolitan Pavilion, Нью-Йорк, США.
- 2021 - Affordable Art Fair London, Лондон, Велика Британія.
- 2021 - Affordable Art Fair Stockholm, Стокгольм, Швеція.
- 2021 - Українські дні культури в Брюгге, Бельгія.
- 2022 - «Terra Libera» в рамках 59 Венеційського Бієнале під керівництвом італійського художнього критика Джорджіо Грегоріо Грассо, Венеція, Італія.
- 2022 - Всеукраїнська біенале малих форм леакасу, галерея «White World Gallery», Київ, Україна.
- 2023 - «Космогонія сенсу» МСУМК, Луцьк, Україна.
- 2024 - Fresh Art Cheltenham, Челтнем, Великобританія.
- 2025 - Fresh Art Fair, Alexandra Palace, Лондон, Великобританія.

## Проєкти
- 2020 - «Мистецтво на сіті-лайтах з оригіналами картин», Київ, Україна.[10]
- 2021 - Спільний проєкт Goodwine та Spilne Art, Київ, Україна.[11]
- 2021 - «Звуки міста» в національному центрі Український дім, Київ, Україна.[12]
- 2021 - Спільний проєкт Radisson Blu Hotel, Podil City Centre та Spilne Art, відкриття експозиції «Room with a view», Київ, Україна.[13]